# Башкирський кінь
Башкирська порода коней — порода коней, аборигенна для Південного Уралу.

## Опис
Походить від місцевих порід степового і лісового типів, формувалася в умовах різко континентального клімату при цілорічному пасовищному утриманні. Голова з прямим профілем, широким чолом. Шия товста, коротка, холка низька, спина широка, пряма, круп помірно здутий. Розміри жеребців в сантиметрах: висота в холці 142-145, коса довжина тулуба 147-150, обхват грудей 170-175, обхват п'ястка 18,5-19,5, жива вага 450-470 кг; кобил відповідно: 138-142, 143-147, 167-172, 18-19, 400-420.

## Історія
Башкирський кінь широко поширений в XVII—XVIII століттях. Розводився в Уфимської і Оренбурзької губерніях, зустрічалася в Пермській, Казанської і Самарської губерніях, на поштових трактах Західного Сибіру. Широко відомі були башкирські трійки, на яких без відпочинку і годівлі в дорозі можна було за 8 годин подолати 120-140 кілометрів.
Башкирські коні належать до осілого народу, який якщо і кочує, так на недалекі відстані. Відповідно до цього і кінь наближається більше до сільськогосподарської, ніж до верхової. Вона не така суха, з більш розвиненим кістяком, круп малопокатий, але ноги міцні і сильні, з міцним копитом. Дуже витривалі, характером флегматичні. У минулому число башкирських коней становило близько 600 тисяч голів.
Петро Іванович Ричков у своїй книзі «Оренбурзька Топографія» (стор 292) писав, що башкирський кінь у Росії здавна вважається міцною породою коней, а також зазначав спритність і швидкість породи. Їх вартість становила 30 — 50 рублів. За його словами, чимало башкирів тримали 300-400 коней.
Ричков писав, що башкири як взимку, так і влітку містили табуни в степу, і що як би не був глибокий сніг, башкирський кінь звик розгрібати (тебенити) сніг і харчуватися підсніжною травою. Для тих же коней, що використовувалися для їзди взимку, заготовлювали сіно.
Племінна робота з породою «башкирська» проводилася в Башкирському НДІ сільського господарства під керівництвом професора Івана Андрійовича Сайгіна.

## Використання у війнах
Кінь використовувалася при формуванні башкирських військ під час Вітчизняної війни 1812 року і Другої світової війни.
Такі якості башкирської породи, як сміливість і рішучість, напористість і легкість в управлінні, довірливість вершнику, а також здатність тривалий час пересуватися жвавим галопом і жвавою риссю, що дозволяло вершнику ефективно вести прицільний вогонь з лука і рубати шаблею, були відзначені під час Вітчизняної війни 1812 року.
Також башкирський кінь використовувався при формуванні 112-ї Башкирської кавалерійської дивізії.

## Символізм
У багатьох башкирських народних переказах приділено особливу увагу коневі.
В башкирської міфології Тулпар — це казковий крилатий кінь, народжений в безодні вод або біля витоків океану. В це ім'я закладені смислові поняття порив, вал, злива, буря, натхнення, окрилення, піднесення.
Акбузат — крилатий кінь небесний, грає важливу роль в башкирських епосах «Урал-батир» і «Акбузат».
У башкирських народних переказах «Кульгавий буланий» (Аҡһаҡ ҡола), «Вороний іноходець» (Ҡара юрға), «П'ять жеребців» (Бишҡолон), «Кузийкурпас і Маянхилиу» (Ҡуҙыйкүрпәс менән Маянһылыу), «Алпамиш» кінь — вірний товариш башкирського батира.

## Інше
В Башкортостані обговорювалася ініціатива законодавчої заборони на вивезення коней башкирської породи.

## Галерея
|                    |                          |                                |                     |
| Біля шихана Тратау | У Абзеліловському районі | Картина Олександра Орловського | Башкирський вершник |